# 多木浜洋館
多木浜洋館（たきはまようかん）は兵庫県加古川市にある西洋館である。1933年に竣工した。国の登録有形文化財に登録されている。

## 概要
加古川市に本社を構える多木化学の創業者である多木久米次郎が迎賓館として別府川河口に面する現在地に15年の歳月をかけて建築したもの。
屋根および外壁全面が銅板葺という特徴から「あかがね御殿」と呼ばれている。
当時まだ珍しかった4階建ての邸宅建築で、内部は大理石敷、壁面赤漆塗、彩色彫刻やステンドグラスなどの華麗な装飾がなされ、木造の階段は国会議事堂を模している。また、1階大広間の天井は桃山風の格天井に極彩色の彫刻をはめこみ、柱はマホガニーやチーク材が使われている。
2002年（平成14年）8月21日に主屋、石造門、煉瓦塀、記念碑が国の登録有形文化財（建造物）に登録された。また2020年（令和2年）1月21日に兵庫県景観形成重要建造物に指定（第12次）された。

### 年表
- 1918年（大正7年） - 起工。
- 1933年（昭和8年） - 竣工。
- 2002年（平成14年）8月21日 - 主屋、石造門、煉瓦塀、記念碑が国の登録有形文化財（建造物）に登録。
- 2003年（平成15年）6月 - 銅版屋根葺き替え。
- 2010年（平成22年）8月 - 1階の窓、及び2階・3階の客室を復元。
- 2012年（平成24年）8月 - １階大広間の壁面クロスを復元。
- 2020年（令和2年）1月21日 - 兵庫県景観形成重要建造物に指定（第12次）。

## 建物の特徴
外観は3階建て、一部4階建て。建物全体が銅板葺きで銅色（あかがね色）だったことから「あかがね御殿」や建物が「比べるものがない」という意味で「同比閣（どうひかく）」と呼ばれる。傾斜の異なる屋根が複雑に重なり合う、ユニークな外観の木造洋館。
- 敷地北側の石造りの門と煉瓦壁、大理石を敷き詰めた玄関。
- 建物1階の一部が煉瓦積とした木造3階建て、屋根裏を利用した一部4階建て。
- 玄関から中央3層吹き抜けの階段ホール、階段ホールに面して各室を設置。
- 1階の大広間は、桃山風の格天井に極彩色の彫刻（農作物にちなんだ植物）をはめこみ、 柱はマホガニーやチーク材を使用、壁面には西陣織り、寄木の床、壁面の腰には木彫りの家紋をあしらっている。
- 木造の折れ階段は国会議事堂を模している。
- 2階の貴賓室は、大きな鏡が部屋を映し出すことから、「鏡の間」と呼ばれている。寄木の床、装飾された腰壁、天井は落ち着いた朱の色合いの、折上げ格天井で金色に草花の彫刻が施されている。

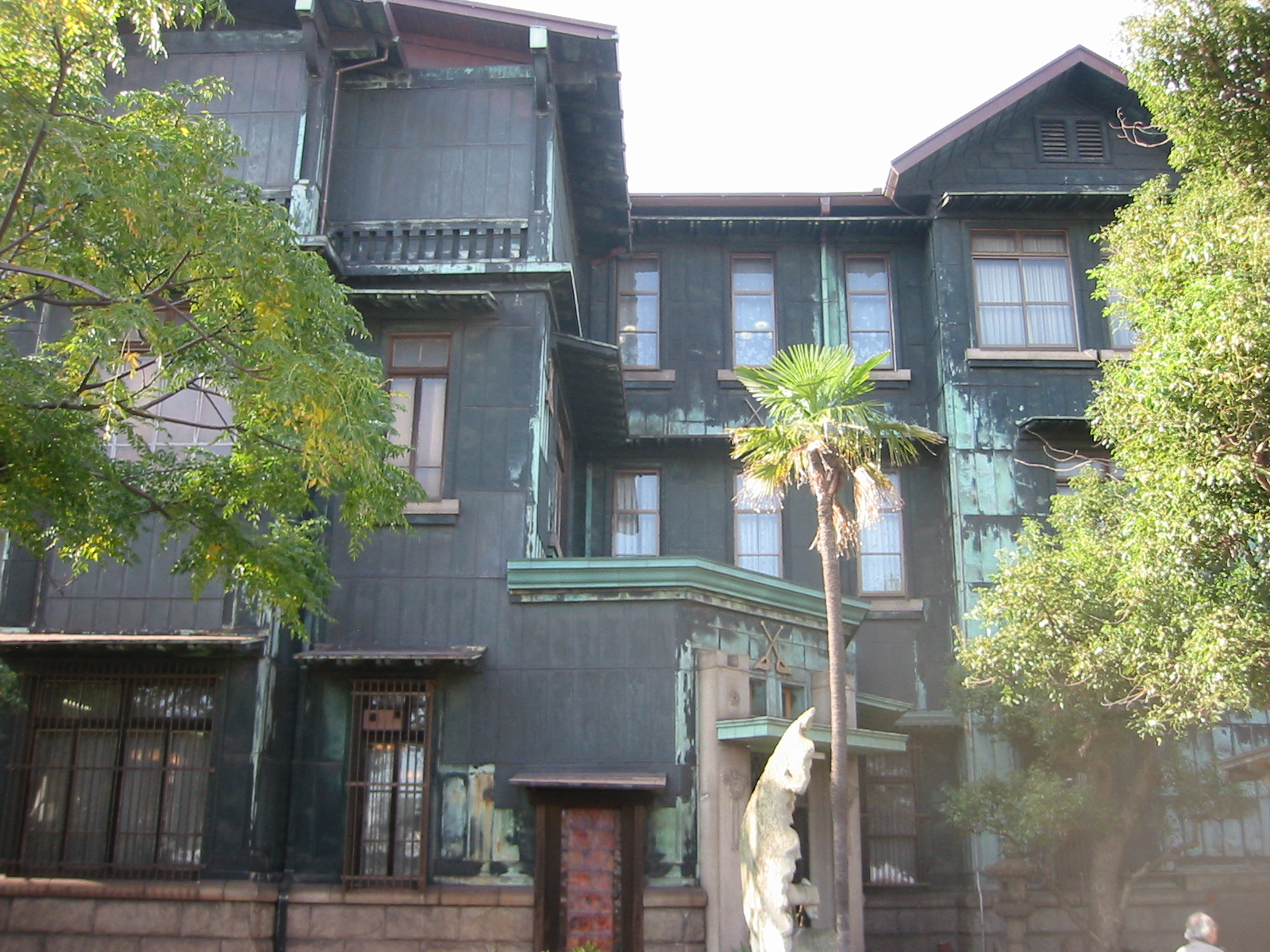
側面外観
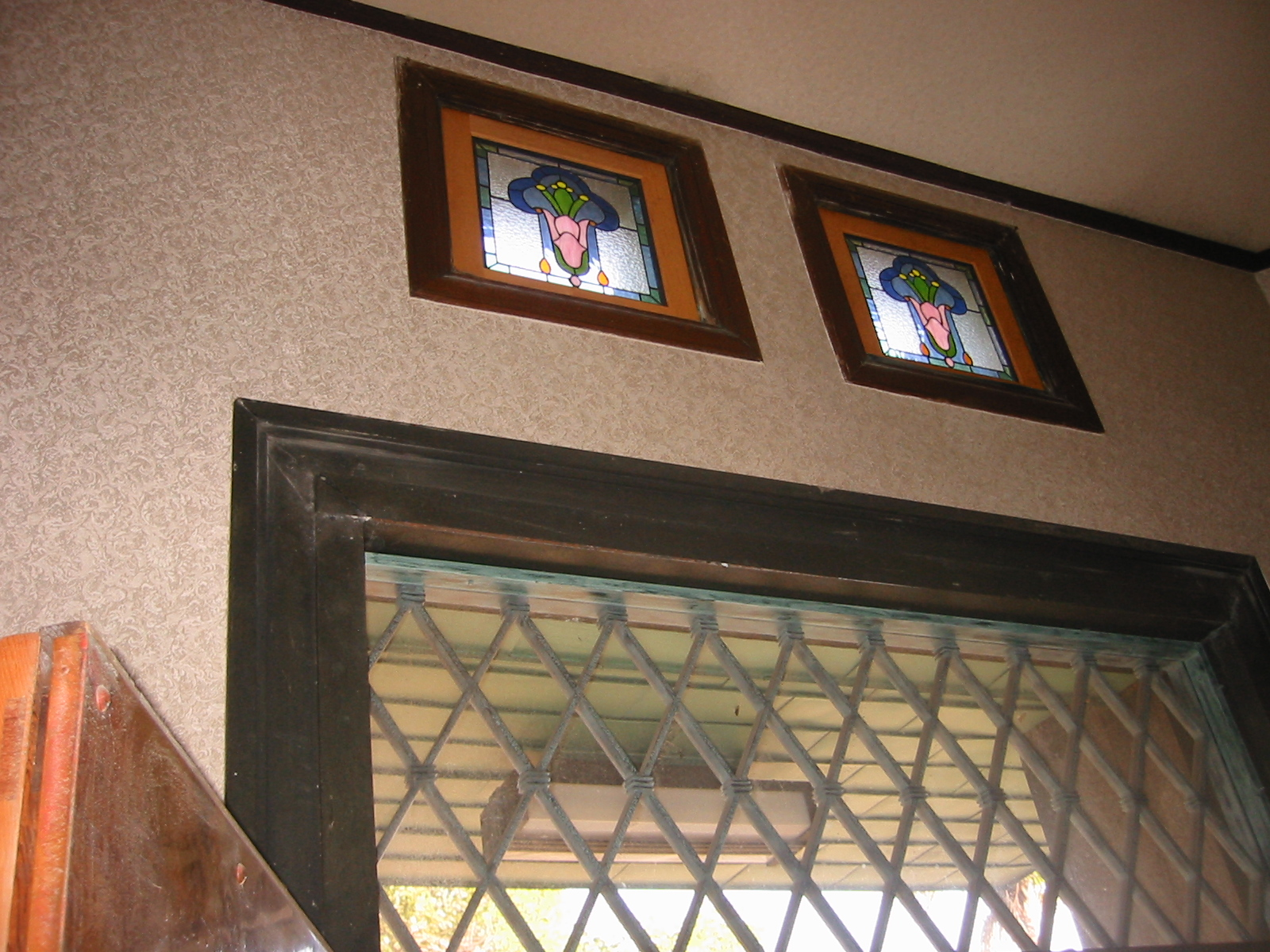
玄関上部のステンドグラス

## 美術品
- １階大広間
  - 「夾竹桃ある家」 - 姫路出身の画家 飯田勇 作（大正13年第5回帝展入選作）
  - 「硫安工場の秋」 - 梶悦次 作（日展出品作品）
- 2階ロビー
  - 等身大の木彫「護り」 - 大野明山 昭和12年作（須佐之男命が稲田姫を護っている。昭和13年日展入選作品）

## 建築データ
- 設計 - 不詳
- 起工 - 1918年
- 竣工 - 1933年
- 構造 - 木造、地上4階建、1階一部煉瓦積
- 所在地 - 〒675-0122 兵庫県加古川市別府町別府
- 備考 - 国の登録有形文化財（主屋、石造門、煉瓦塀、記念碑）
  - 多木浜洋館主屋[5]
  - 多木浜洋館石造門[6]
  - 多木浜洋館煉瓦塀[7]
  - 多木浜洋館記念碑[8]

## 利用案内
- 通常、内部は非公開
- 団体の見学は、個別に相談（電話受付時間 平日9:00 - 17:00）
- 新型コロナウイルスの感染拡大を防止するため、しばらくの間見学会は中止

## 交通アクセス
- 山陽電鉄本線 別府駅 徒歩18分
- JR加古川駅 から
  - かこバス・別府ルートで「スポーツ交流館前」下車、徒歩1分
  - タクシー 約5キロメートル
- JR東加古川駅 から
  - タクシー 約5キロメートル
- 自動車
  - 加古川バイパス 加古川東ランプから南へ約5キロメートル

## 周辺情報
- 加古川海洋文化センター
- スポーツ交流館
- 浜の宮公園
- 浜宮天神社